# 吴川站
吴川站为深湛铁路茂湛段和在建广湛高速铁路的三等站，位于广东省湛江市吴川市长岐镇，于2018年7月1日开通客运服务。

## 车站结构
吴川站设有正线2条、到发线3条，设基本站台和中间站台各一座，站台间设旅客地道1处，站台设等长雨棚。本站设货场一处，货物线1条，牵出线1条，货物站台1座。

## 历史

### 第一代站房
吴川站于2012年9月14日开工建设，2013年12月28日随茂湛铁路开通而启用。因进站公路、车站广场等配套设施尚未建成，车站初期不办理客运及货运业务，仅办理数对列车的通过和会让作业。
2018年1月，本站提质改造工程随茂湛铁路电气化配套工程一同进行，包括重新装修站场和站房内候车室等。同年7月1日，车站随深湛铁路江茂段开通一并开通客运。

### 第二代站房
建设中的广湛高速铁路将设有吴川站。为接入广湛高铁，吴川站站房在2024年进行了改造工程。该工程以“飘色叠翠，腾飞吴川”为设计理念，融合了吴川当地的坡屋顶元素。车站停运期间，当局开通了临时接驳茂名站的专线车，以便利当地民众乘坐高铁。
2024年6月18日，吴川站新站房主体结构封顶，为广湛高铁首座封顶车站。8月9日，新站房完成主体结构施工。同月22日，吴川站完成信号系统改造，正式启用新站型。10月28日，站房金属屋面施工完成。
2025年1月14日，吴川站恢复运营。